# 닛산 무라노
닛산 무라노(Nissan Murano)는 닛산 자동차의 준대형 스포츠 유틸리티 자동차이다. 차명인 무라노는 이탈리아에 있는 섬 이름에서 따온 것이다.

## 1세대(Z50)

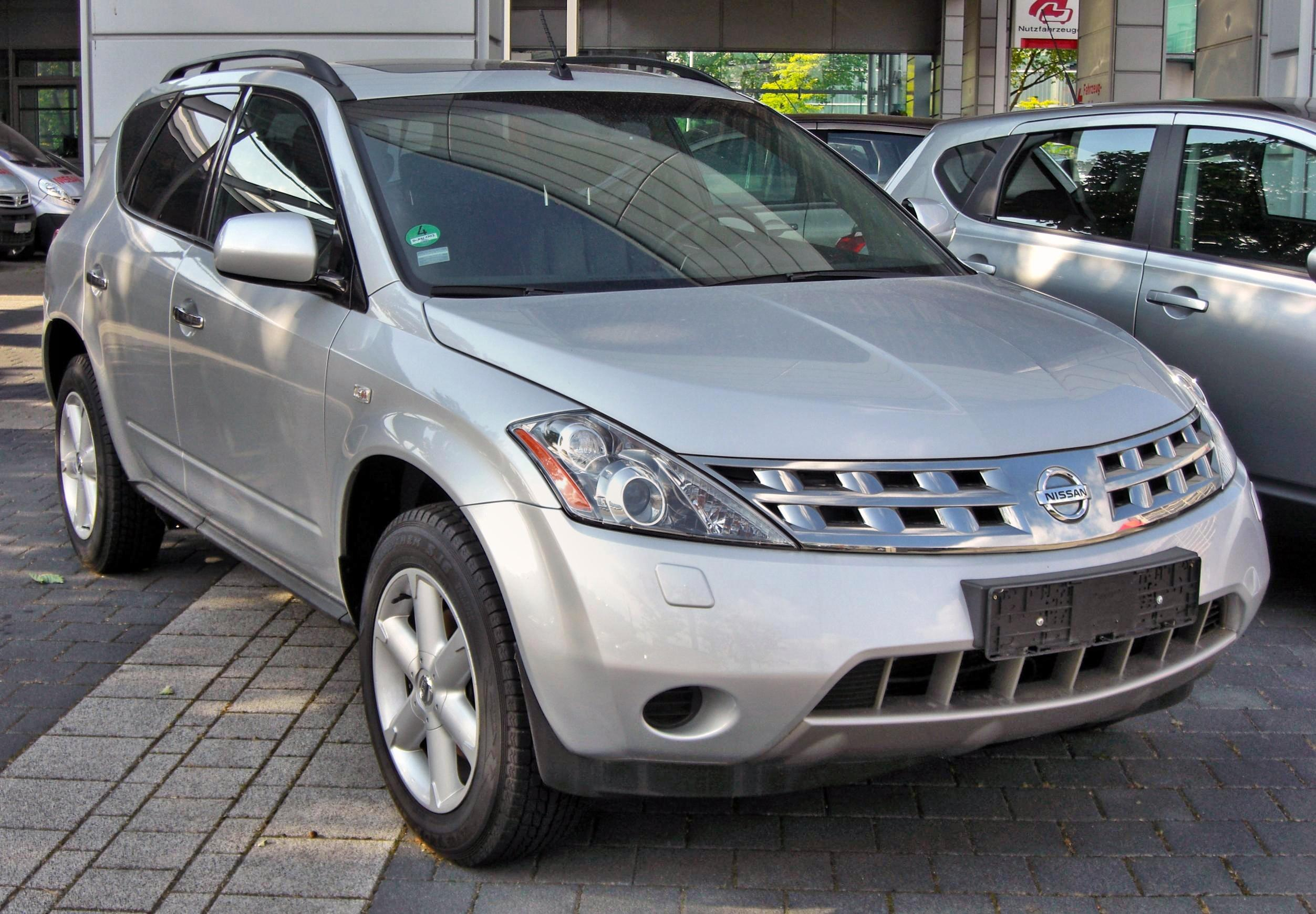
닛산 무라노 정측면

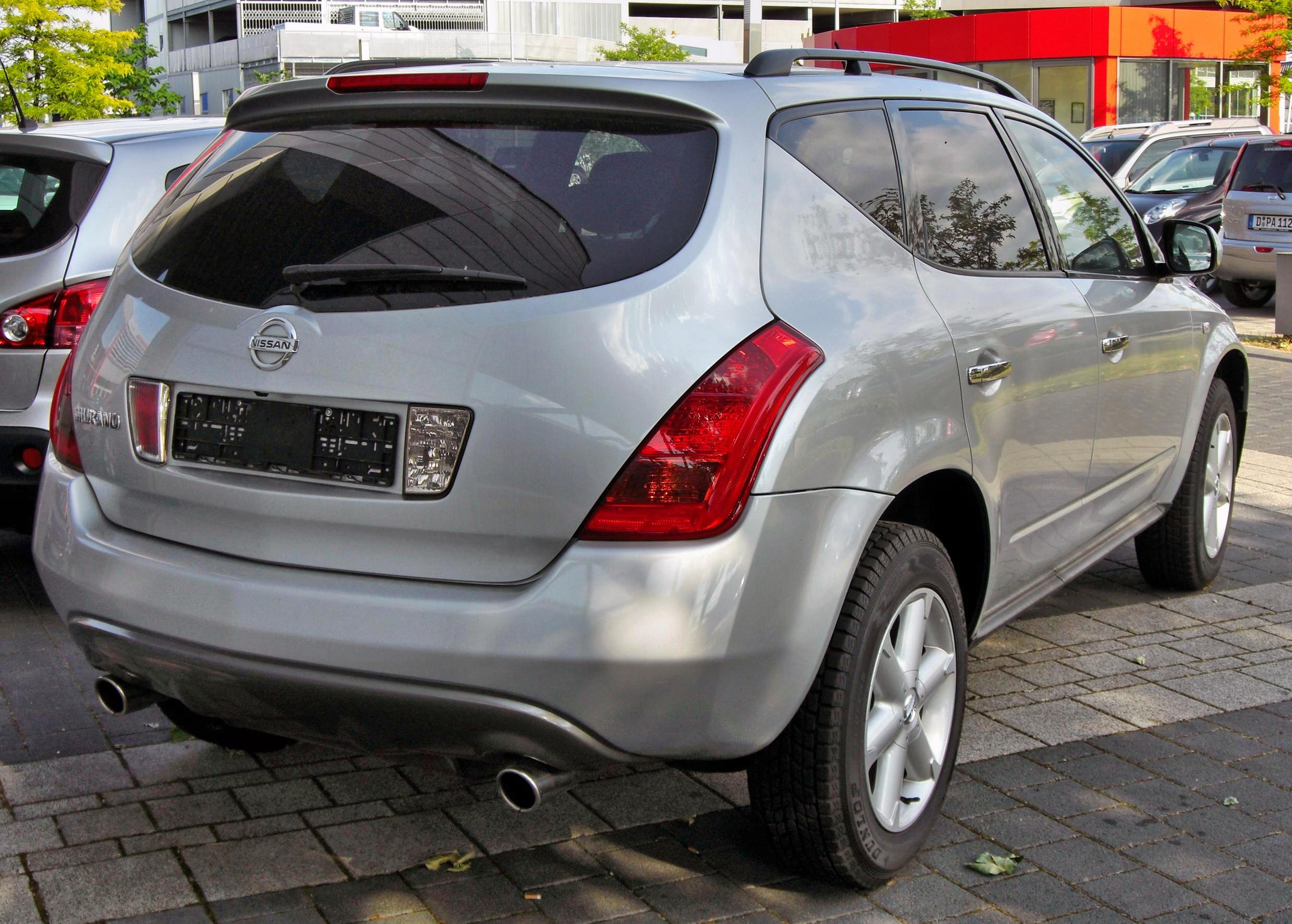
닛산 무라노 정측면

2002년 11월에 북아메리카에 출시되었다. 당초 북아메리카를 겨냥한 전략 차종으로 개발되었으나, 일본에서의 판매를 원하는 목소리가 높아 2003년 10월에 개최된 도쿄 모터쇼에서 참고 출품되었다. 닛산 자동차의 예상을 넘는 반응이 있었고, 결국 일본에서도 2004년 9월에 출시되었다. 이 외에도 전세계적으로 출시 요구가 있었기 때문에 결국 세계 80여 개국 이상에서 판매되는 세계 전략 차종으로 되었다. 개발이 진행되고 있던 당시에 닛산 자동차가 경영 부진에 빠진 상황이었기 때문에 개발진에 큰 압력이 있었고, 따라서 판매를 성공시키기 위하여 선진적인 디자인을 실현하는 것에 노력이 쏟아졌다. 출시 이후에 디자인은 호평을 받았고, 일본에서도 2004년에 굿 디자인 상을 수상하였다. 플랫폼은 티아나(J31), 알티마(L31)와 공유한다. V6 3.5L VQ35DE 가솔린 엔진(CVT)과 I4 2.5L QR25DE 가솔린 엔진(4단 자동변속기)이 탑재되었다.

## 2세대(Z51)

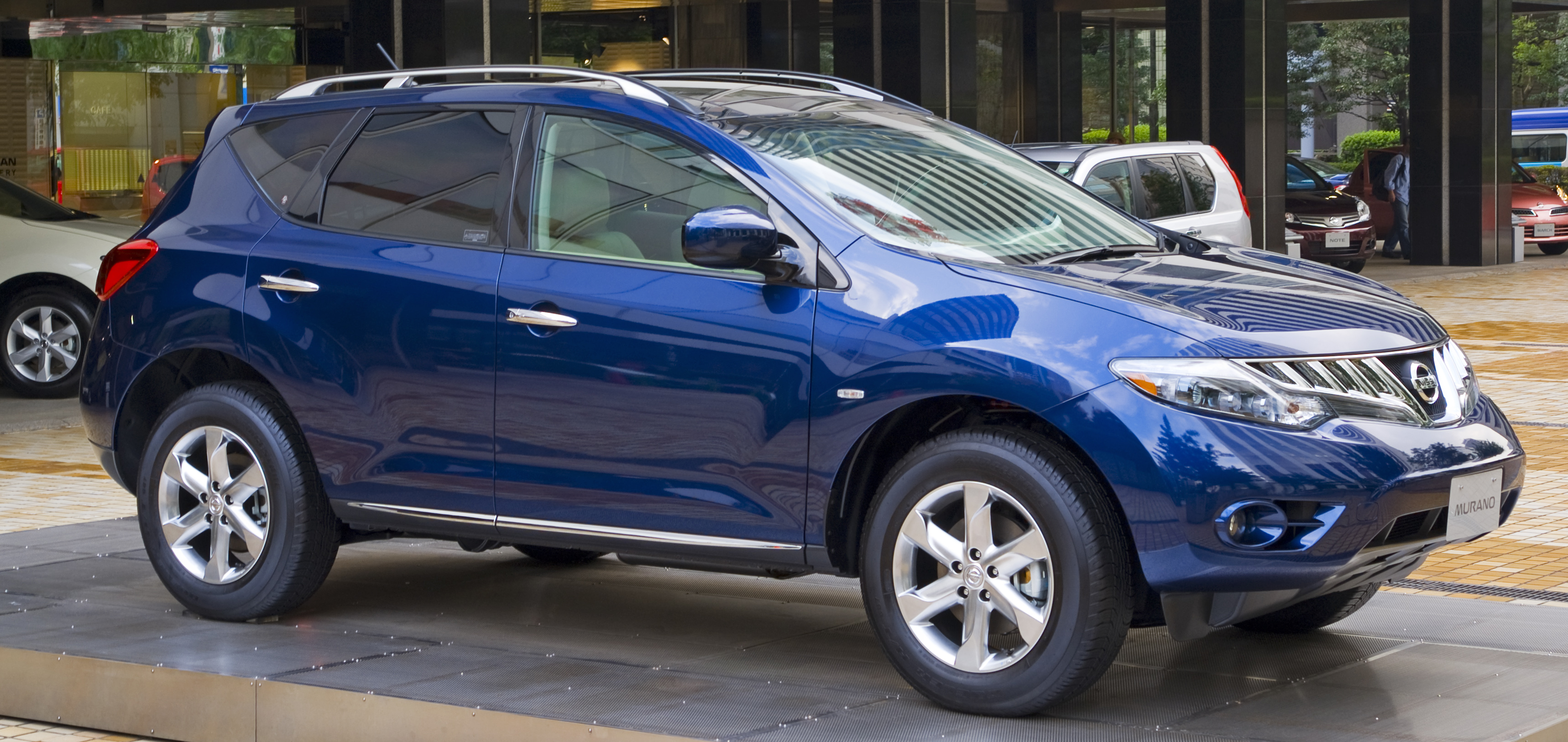
닛산 무라노(전기형) 정측면

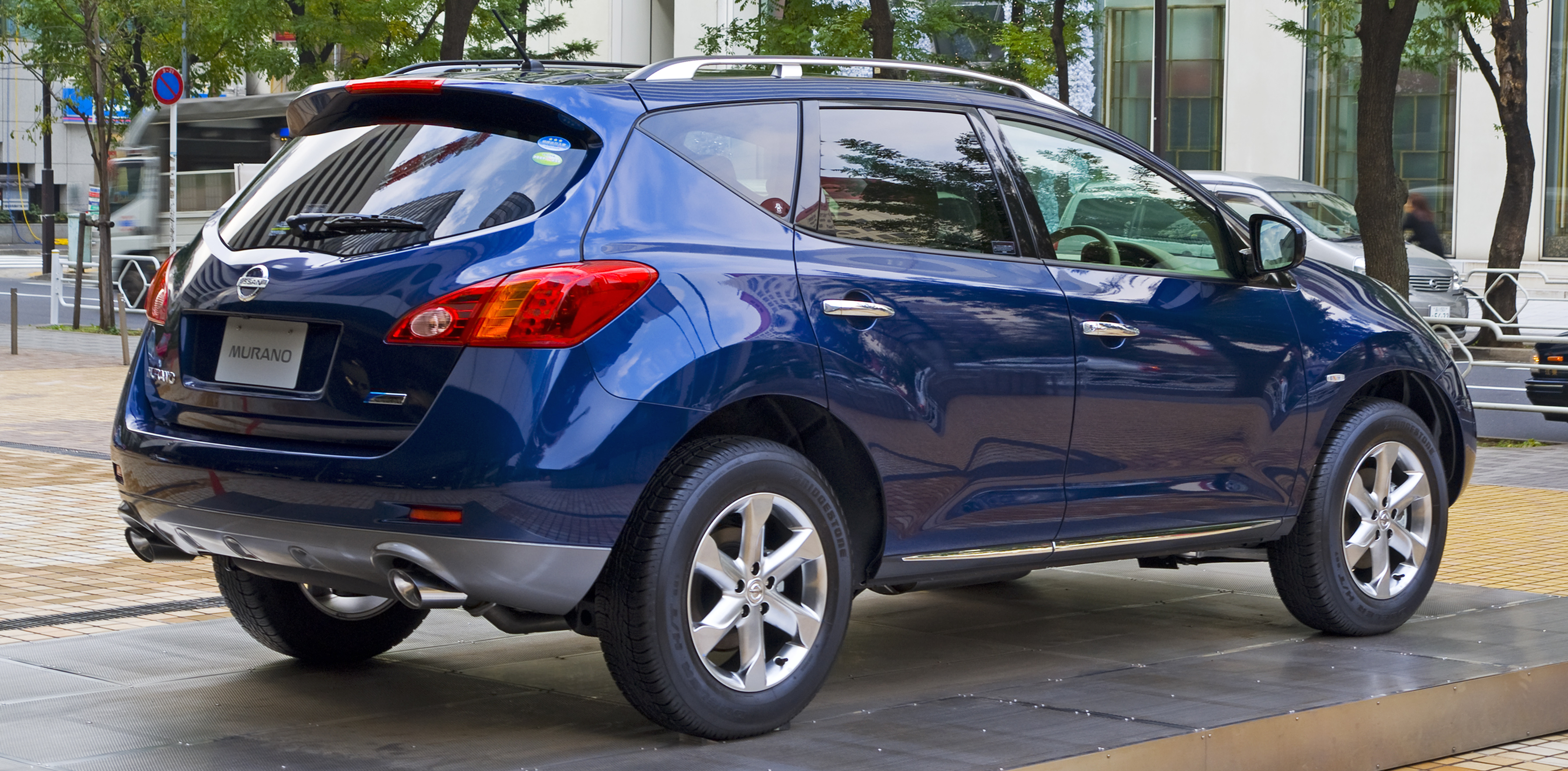
닛산 무라노(전기형) 정측면

2007년 11월에 개최된 LA 오토쇼에서 처음 공개되어 2008년 1월부터 북아메리카에서 판매가 시작되었고, 일본에서는 같은 해 2008년 9월에 판매가 시작되었다. 대한민국에서는 같은 해 11월 11일에 닛산 자동차가 진출하면서 로그(S35)와 함께 동시에 판매를 시작하였다. 1세대의 성공을 바탕으로, 170여 개국에서 판매되는 세계 전략 차종으로 개발되었다. 티아나(J32), 알티마(L32/U32)와 플랫폼을 공유한다. 1세대의 개성을 남기면서 현대 미술을 표현한 디자인으로 거듭났으며, 대담한 디자인의 라디에이터 그릴과 헤드 램프, 큰 아치 형태의 펜더 형상과 최대 20인치 알루미늄 휠 등을 통하여 공격적인 느낌을 표현하였다. 북아메리카에는 전동식 소프트 탑을 갖추어 스페셜티를 지향한 2도어 카브리올레도 판매되었다.

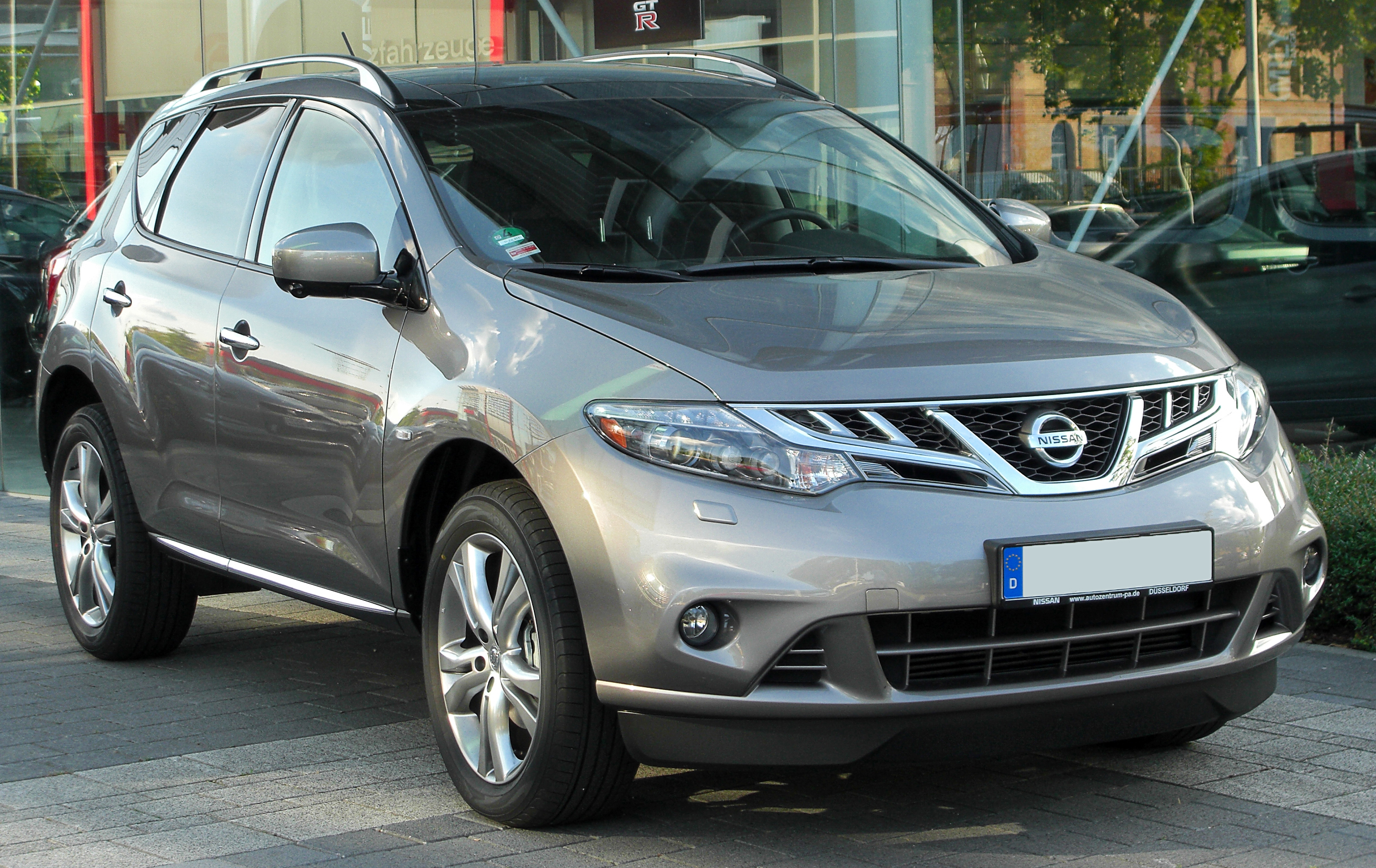
닛산 무라노(후기형) 정측면
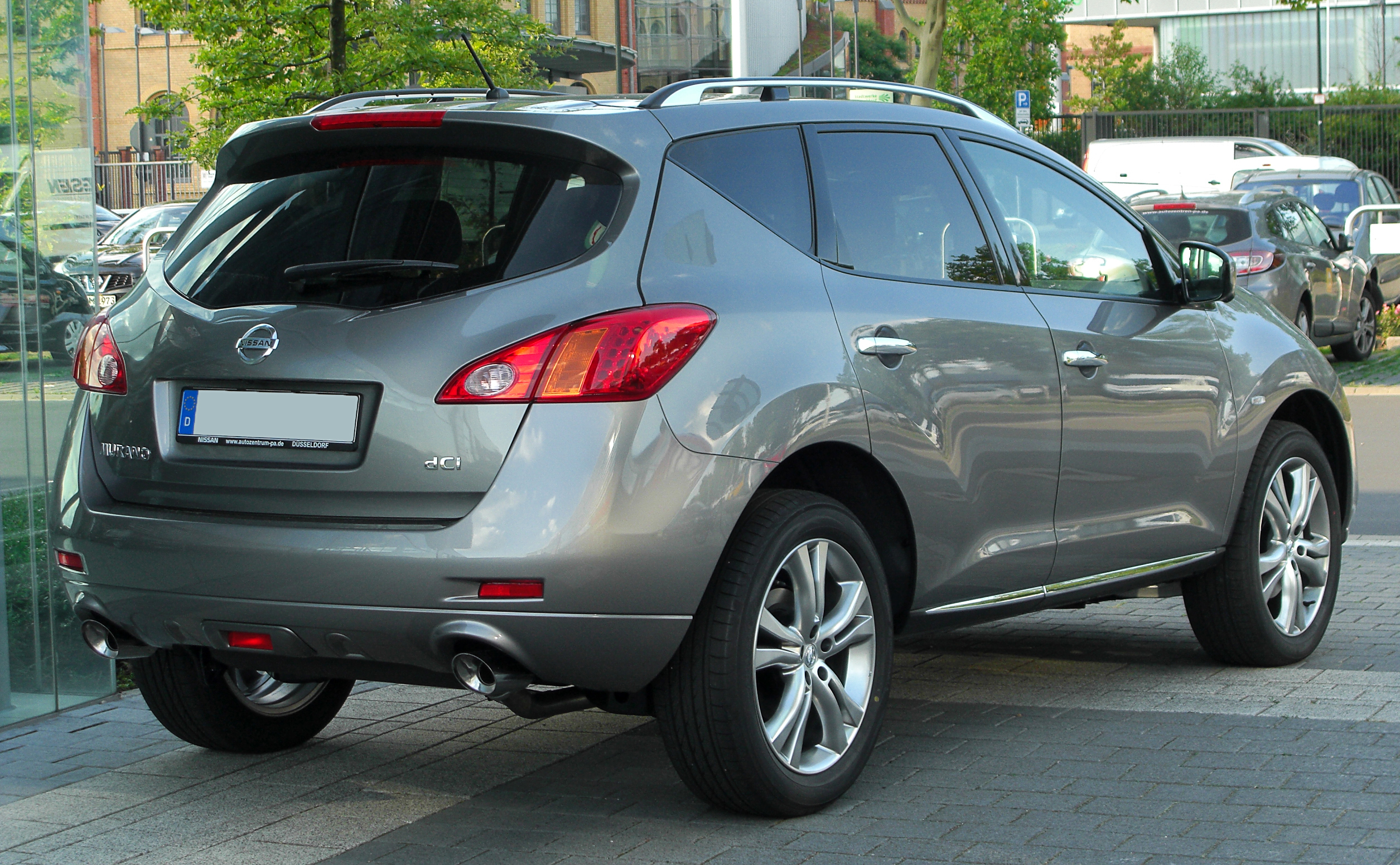
닛산 무라노(후기형) 후측면
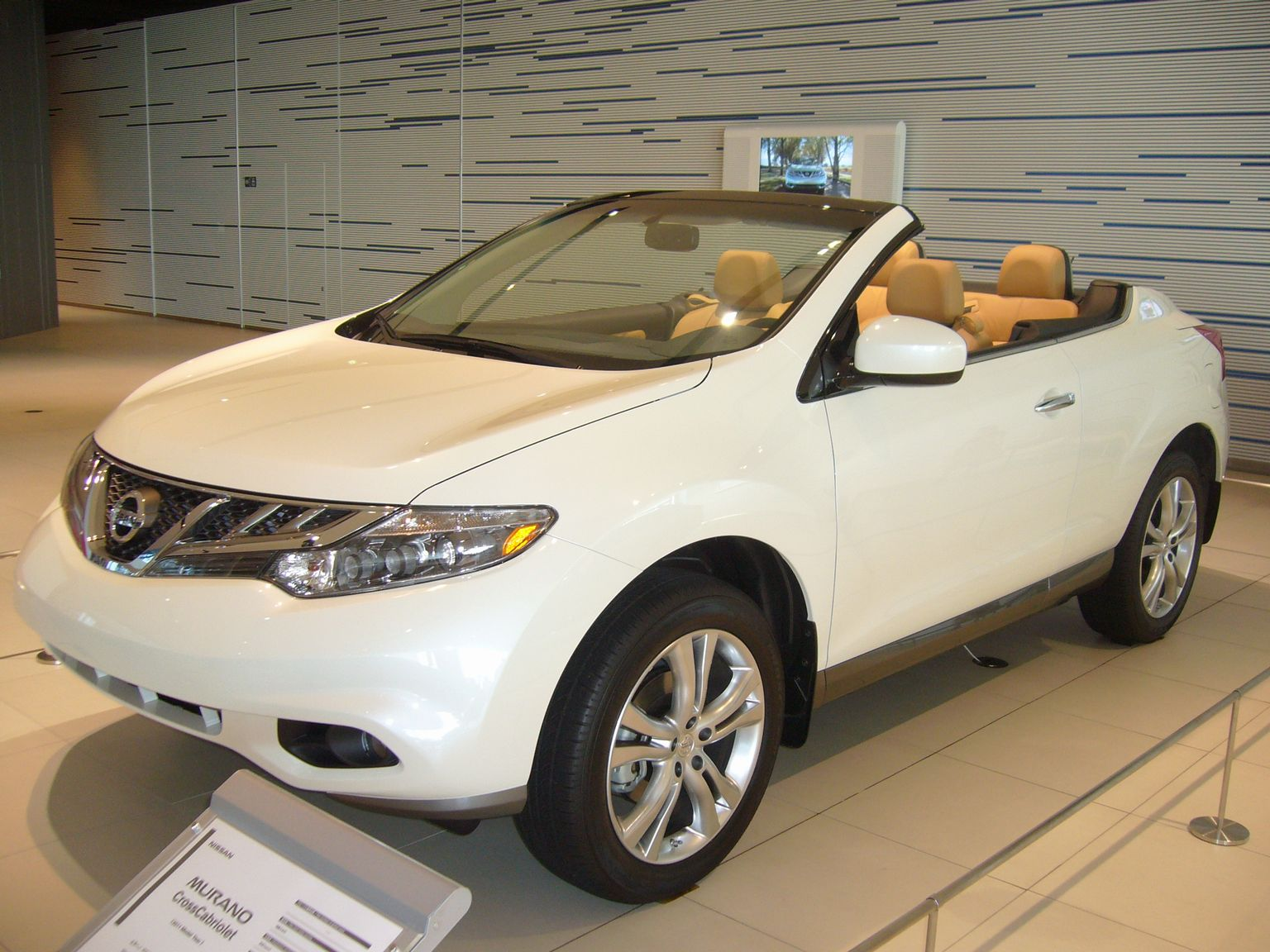
닛산 무라노 크로스 카브리올레 정측면
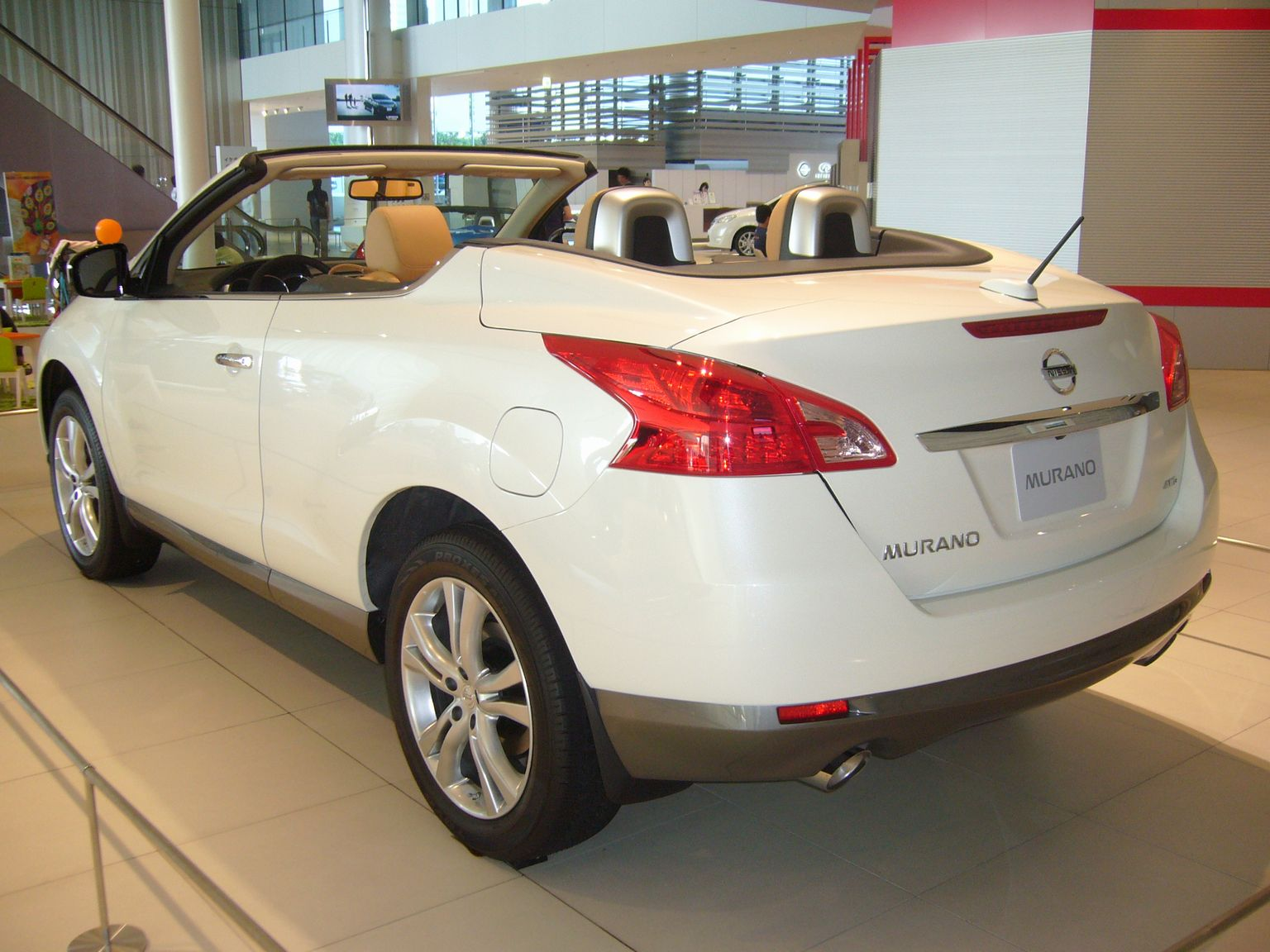
닛산 무라노 크로스 카브리올레 후측면

## 3세대(Z52)

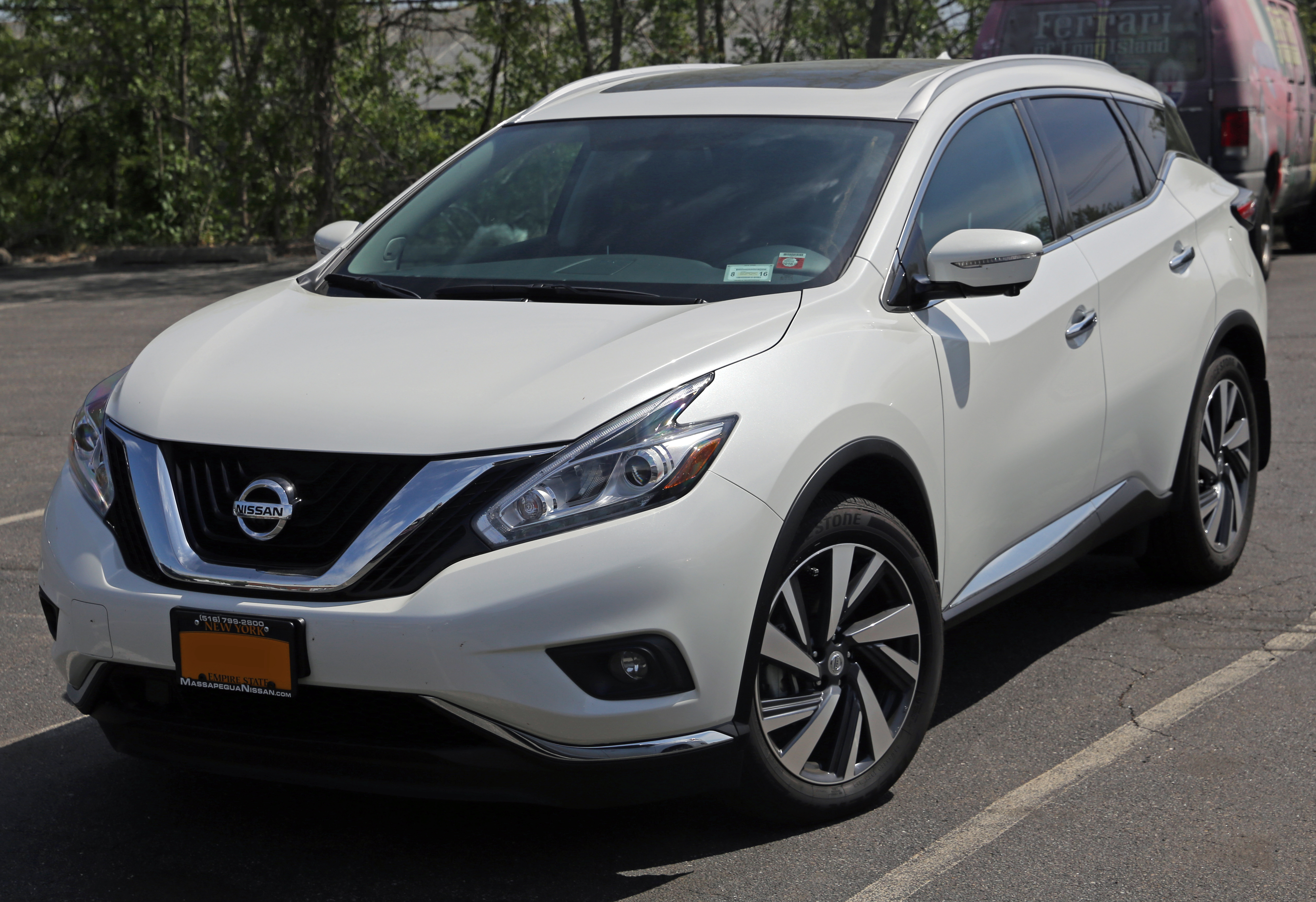
닛산 무라노 정측면

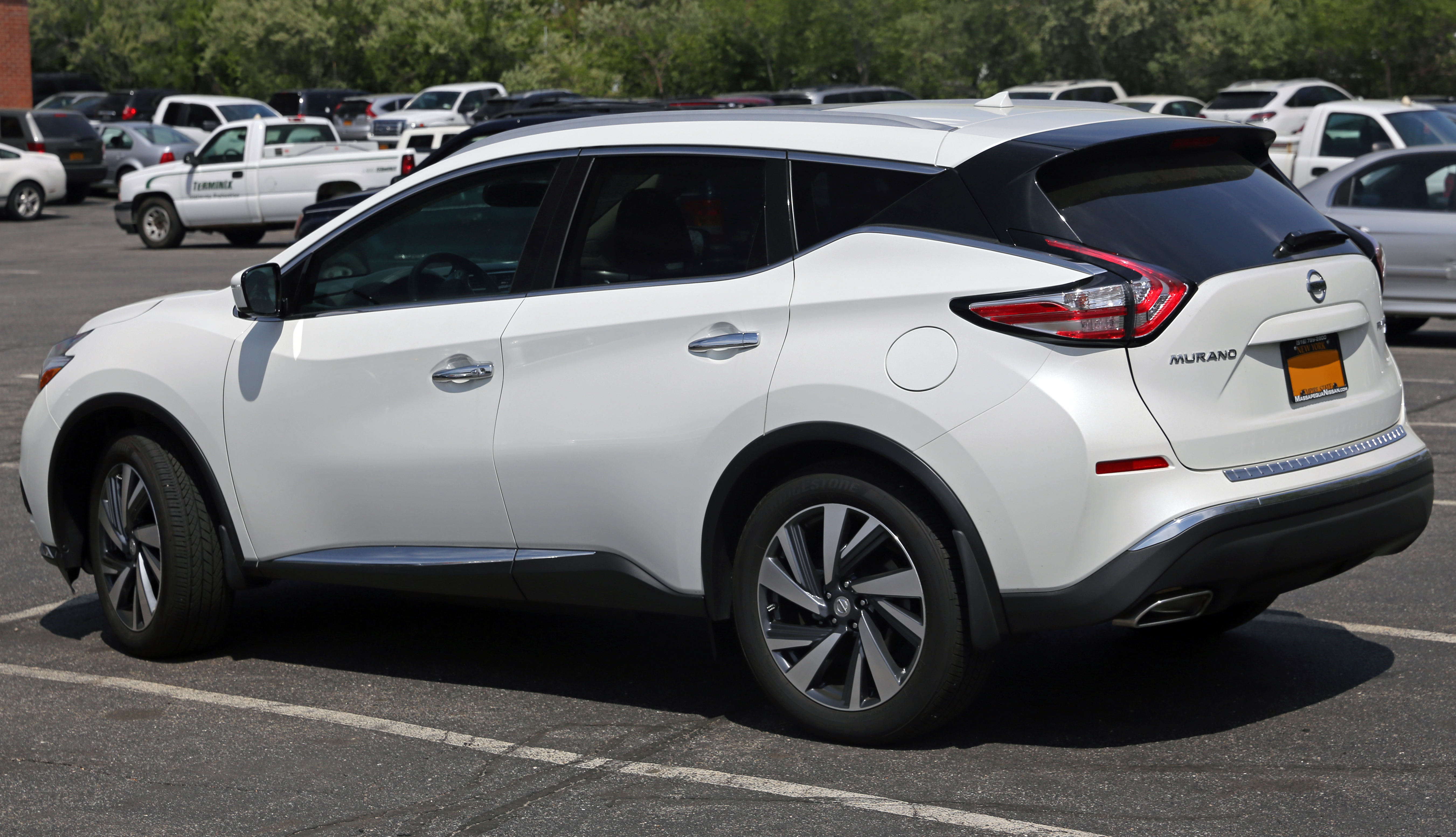
닛산 무라노 정측면

2014년 12월에 북아메리카 지역에서 완전한 현지 전략 차종으로 출시되었다. 대한민국에는 2015년 4월에 개최된 서울 모터쇼에서 아시아 최초로 전시를 하였으며, 2016년 6월 2일에 열린 부산 모터쇼를 통해 사전 계약을 받아 대한민국에서 판매를 시작하였다. 닛산의 최신 패밀리 룩인 V 모션이 반영된 V자형 라디에이터 그릴, 부메랑 모양의 헤드 램프, 플로팅 루프 등 공명의 모티브가 반영되었다. 안락함과 모던함에 초점을 둔 인테리어는 넓은 전망과 낮은 계기판, 직관적인 조작 편의성 등 강화시켰다. 저중력 시트가 적용되어 장시간 주행 시 피로감을 줄여주는 것에 도모한다. 티아나(L33)(알티마(L33))의 플랫폼을 공유한다. 대한민국에는 I4 2.5L QR25DER 가솔린 엔진에 슈퍼 차저를 더한 하이브리드 사양만 수입되었으며, 총 시스템 출력은 253마력이다. 2019년에 페이스리프트를 거쳤으며, 한국에서는 판매가 중단되었다. 일본에서는 정식으로 판매되지 않지만, 일부 업체가 직수입한 물량이 돌아다니고 있다.